# AV Bauru
AV Bauru (Associação Vôlei Bauru eller Vôlei Bauru, av sponsringsskäl ofta Sesi/Vôlei Bauru) är en volleybollklubb från São Paulo, Brasilien. Klubben grundades 2005 och blev professionell 2009. De steg sedan snabbt genom seriesystemet för att 2016 debutera i högsta serien (Superliga). Under 2022 nåde klubben sina dittills största framgångar med en seger i Copa Brasil, och tredjeplatser både i ligan och i Campeonato Sudamericano de Clubes de Voleibol Femenino.
Klubben har genom åren gått under flera namn:  Luso/IESB (2005),  Luso/Preve/Concilig (2013), Luso/Preve/Concilig/Semel (2014), Concilig/Vôlei Bauru (2014). Den påbörjade 2018/2019 ett samarbete med Serviço Social da Indústria och kallas sedan dess Sesi/Vôlei Bauru. 